# Alchemilla hessii
Alchemilla hessii é uma espécie de rosácea do gênero Alchemilla, pertencente à família Rosaceae.